# Ка Корнер (Венеција)
Ка Корнер (итал. Ca' Corner) је насеље у Италији у округу Венеција, региону Венето.
Према процени из 2011. у насељу је живело 548 становника. Насеље се налази на надморској висини од 2 м.